# Provincia de El Seibo
El Seibo es una de las 32 provincias de la República Dominicana situada en el este del país. Limita al este con la provincia de La Altagracia, al sur con las provincias La Romana y San Pedro de Macorís, y al oeste con la provincia Hato Mayor. Está bordeada en la zona norte por el Océano Atlántico. La capital provincial es la ciudad de Santa Cruz del Seibo. Por tradición, se acostumbra a escribir El Seibo, pero originalmente su nombre es Santa Cruz de El Seibo.
Es una de las provincias iniciales del país; fue creada por la Constitución del 6 de noviembre de 1844 aunque ya existía como división territorial desde épocas coloniales. Luego otras provincias han sido creadas con parte de lo que fue su territorio original; la última segregación de territorio fue en 1992 para crear la provincia Hato Mayor.
Fue la primera provincia en dar el primer grito de independencia, sin embargo, es una de las provincias menos desarrolladas de la República Dominicana.

## Historia
El Seibo, Hidalga Villa de Santa Cruz de Hicayagua, fue fundado en 1502 por Juan de Esquivel, conquistador español. El nombre de Santa Cruz de El Seibo, es tomado de la costumbre española de colocar en los puntos cardinales la Cruz de Cristo, como protección contra los males. Aún se conserva una cruz llamada Asomante, en el Sector Oeste de la ciudad de El Seibo. El nombre de Seibo, se debe a un jefe tribal de raza taína, que era llamado Seebo. Este Seebo era una especie de subcacique, sujeto a las disposiciones del Cacique de Higuey: Cayacoha. Por 1504 aparece como vecinos de la zona, los españoles Juan Briceño y Francisco Almenara pagando el quinto a la Real Caja del Rey.
Un hecho relevante para la consecución de los intereses españoles, sucedió en Hidalga Villa de Santa Cruz de Hicayagua, en época de la reconquista: la Batalla de Palo Hincado.
Esta batalla se escenificó en lo que es hoy el kilómetro 3.5, de la carretera El Seibo-Hato Mayor, el 7 de noviembre de 1808, se enfrentaron las tropas de Napoleón Bonaparte, Emperador Francés, y un ejército de Criollos al mando del General Juan Sánchez Ramírez, quien antes de ir al fragor de la batalla, arengó a sus soldados y campesinos con la siguiente frase:

...pena de la vida al soldado que volviere la cara atrás; pena de la vida al tambor que tocare retirada. Pena de la vida al oficial que lo mandare; aunque sea yo mismo.
Juan Sánchez Ramírez

Al mando del Ejército Francés, estaba el general Louis María Ferrand, quien fue derrotado junto a su ejército, lo que ocasionó su suicidio, ocurrido en la Cañada de Guaiquía, siendo cercenada su cabeza por el padre de quien sería el sable libertador: Pedro Santana. La cabeza de Ferrand, fue exhibida como trofeo de guerra y como forma de amedrentar a aquellos que en contraposición con la lucha por la reconquista del territorio en favor de España, supieran que ese sería su destino.

## Lugar sagrado
La Basílica de la Santísima Cruz, construcción de estilo victoriano, monumento colonial que data de 1556. En esta mini-basílica, hay una cruz adornada con joyas preciosas, en cuyo centro tiene un Lignum Crucis, que es una astilla de la Cruz del Calvario, en que murió Jesucristo, la misma fue donada por la Santa Sede.
Penden del techo tres cruces, que conjuntamente con la cruz del campanario apuntan de manera fortuita hacia la Cruz de Asomante, al extremo sudoeste.
En la iglesia hay increíbles cuadros e imágenes del siglo XV y XVI y grandiosos objetos de oro y plata del siglo XV con diamantes y esmeraldas. También se encuentran las joyas que legó María de Sepedo: joyas hechas de perlas, oro y piedras preciosas del siglo XV y del 1500, y el bastón de don Uvero Mejía hecho de oro y perla para la iglesia junto a la corona de perlas.

## División administrativa
La provincia El Seibo tiene una superficie total de 1.786,80 km². Está dividida en dos municipios y cinco distritos municipales, los cuales son:

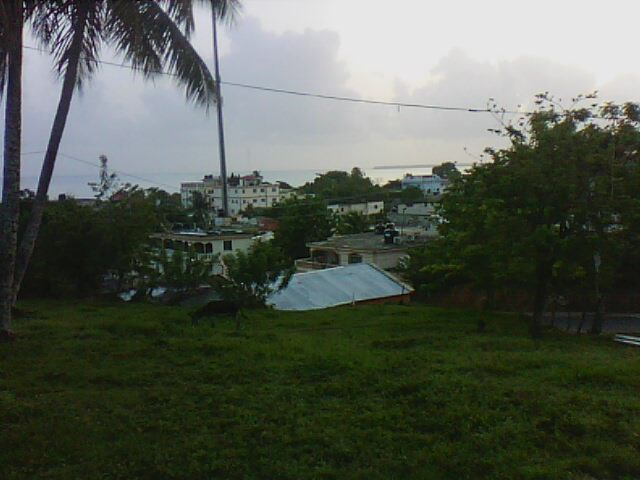
Municipio de Miches.

1. Santa Cruz del Seibo, municipio cabecera de la provincia
  1. Pedro Sánchez (D.M.)
  2. San Francisco-Vicentillo (D.M.)
  3. Santa Lucía (D.M.)
2. Miches
  1. El Cedro (D.M.)
  2. La Gina (D.M.)

## Población
Según el IX Censo Nacional de Población y Vivienda realizado en el año 2010, la población de la provincia es de 87,680  personas, de las cuales 47,260 son hombres y 40,420 mujeres.

## Datos del Seibo
En Santa Cruz de El Seibo, el paisaje natural le permite a los amantes del deporte de montaña y del turismo ecológico, una variedad de actividades, pues la naturaleza es muy hermosa. Los amantes del alpinismo acuático pueden ascender hasta la cascada blanca, lugar de nacimiento de uno de los ríos de la provincia (Río Seibo), 650 m 
Desde la pequeña población de Pedro Sánchez, a 14 kilómetros al noreste de El Seibo, se puede ascender a la Cordillera Oriental y explorar las cuevas de "La Chiva", "La Hondoná", así como el lago de "Los Pájaros" cuya formación se debe al hundimiento de un árbol gigantesco en donde se posaban en horas de la tarde diversas aves del bio-ecológico sistema que impera en la zona, así mismo podrá ser admirado el paisaje natural desde esa cima, en donde también nace uno de los saltos más bellos de la zona: el "Cocuyo". En cada una de las cuevas, se podrá disfrutar del arte rupestre existente, legado de los primeros pobladores de esta provincia El Seibo. 
Desde el pintoresco pueblo de Miches, situado a 37 km al noreste de El Seibo, los amantes de la belleza natural, pueden trasladarse a 12 kilómetros hacia el este hasta las Lagunas Naturales más grandes del país, con una variedad bio-ecológica única en América Latina disfrutando del exuberante y bello entorno bañado de cristalinos ríos y dulce agua potable, alojarse en centros hoteleros de la zona y disfrutar de las olas y brisas frescas del mar, con una playa de 1,7 kilómetros de arena blanca, un verdadero ensueño. 
En las cercanías de la ciudad de El Seibo, se encuentra un batey denominado: "La Higuera", a tan solo 3,5 kilómetros hacia el este, que posee una pequeña cascada rústica a 1,5 kilómetros del batey al sudeste, reserva natural con cristalinas aguas y que por su belleza lo hace un afrodisíaco lugar, una especie de oasis con aguas poco profundas rodeada de la belleza ecológica del lugar, cuyas aguas proceden del arroyo Guraba.
Personajes famosos
Alejandro Woss y Gil, Manuela Diez Jiménez, Minerva Bernardino, César Jerónimo (Cesarín) (hijo), Freddy Beras-Goico, el tenor Francisco Casanova, Cardenal Octavio Antonio Beras Rojas (primer Cardenal de la República Dominicana), Charytín Goico, Elian Espinal (Mz Manganza), Claudio Santiago y Juan Hijonosa Padilla.

## Autoridades
- Magaly Tabar (gobernadora provincial).
- Santiago José Zorrilla (senador).
- Grey Maldonado (diputada).
- Gerardo Casanova (diputado).
- Leo Francis Zorrilla Ramos (alcalde del Municipio Cabecera),
- Kiro (alcalde de Miches).
- Ramón Mota (director municipal de Pedro Sánchez).
- Prof. Darío Alfredo Cedeño (Director municipal de Santa Lucía).
- Arq. José Manuel Ortega (Director municipal de San Francisco - Vicentillo).
- Claudio Santiago.

## Medios de comunicación
Emisoras
- Radio Seibo 93.7 FM
- La R 104.3 FM
- Comunitaria FM 107.9 FM
- La Kalle 96.3 FM
- Primera FM 88.1 FM
- Nítida 106.3 FM

Canales de Televisión
- Santa Cruz TV Canal 8
- Tele Este Canal 12
- Cristal TV Canal 10
- NÍTIDA TV Canal 22